# Djibrilla Moussa
Djibrilla Moussa Souna Bonkano (7 maggio 1992) è un calciatore nigerino, difensore del GNN Niamey.

## Carriera

### Club
Ha giocato nella prima divisione nigerina.

### Nazionale
Tra il 2010 ed il 2012 ha giocato 5 partite con la nazionale nigerina, con la quale nel 2012 ha anche partecipato alla Coppa d'Africa.